# Spółgłoska boczna półotwarta z retrofleksją dźwięczna
Spółgłoska boczna półotwarta z retrofleksją – rodzaj dźwięku spółgłoskowego. W systemie IPA i X-SAMPA oznaczana jest symbolem [ɭ].

## Artykulacja
W czasie artykulacji podstawowego wariantu [ɭ]:
- powietrze jest wydychane z płuc – jest to spółgłoska płucna egresywna
- podniebienie miękkie i języczek blokują wejście do nosa – jest to spółgłoska ustna.
- czubek języka dotyka dziąseł – jest to spółgłoska dziąsłowa
- czubek języka przylega ściśle do dziąseł, ale wydychane powietrze przepływa po bokach języka – jest to spółgłoska boczna.
- powietrze przepływa przez jamę ustną bez turbulencji – jest to spółgłoska półotwarta
- czubek języka dotyka podniebienia twardego – jest to spółgłoska z retrofleksją
- więzadła głosowe drżą – jest to zasadniczo spółgłoska dźwięczna.

### Warianty
Można wyróżnić zasadniczo dwa typy retrofleksji:
- artykulację apikalno-postalweolarną – koniuszek języka zostaje uniesiony ku górze i zbliża się (ew. styka) z obszarem tuż za dziąsłami,
- artykulację subapikalno-prepalatalną – przód języka wygina się ku górze i do tyłu, tak że spodnia część języka zbliża się (ew. styka) z początkowym odcinkiem podniebienia twardego.

## Przykłady
- w języku marathi: कुळ [kuɭa], "klan"
- w języku szwedzkim: sorl [soːɭ], "pomruk"

## Terminologia
Spółgłoska z retrofleksją to inaczej szczytowa lub cerebralna.